# Bazzania spinosa
Bazzania spinosa là một loài Rêu trong họ Lepidoziaceae. Loài này được S. Okamura mô tả khoa học đầu tiên năm 1916.